# Immeuble La Nationale (Tunis)
Pour les articles homonymes, voir Immeuble La Nationale.
L'immeuble La Nationale est un édifice de style Art déco, construit après la Seconde Guerre mondiale et se trouvant au numéro 2 de l'avenue de France à Tunis.
Il comporte un petit jardin, appelé « petit jardin des Arcades », et connu pour ses tortues et ses poissons rouges, ainsi qu'une galerie commerciale.

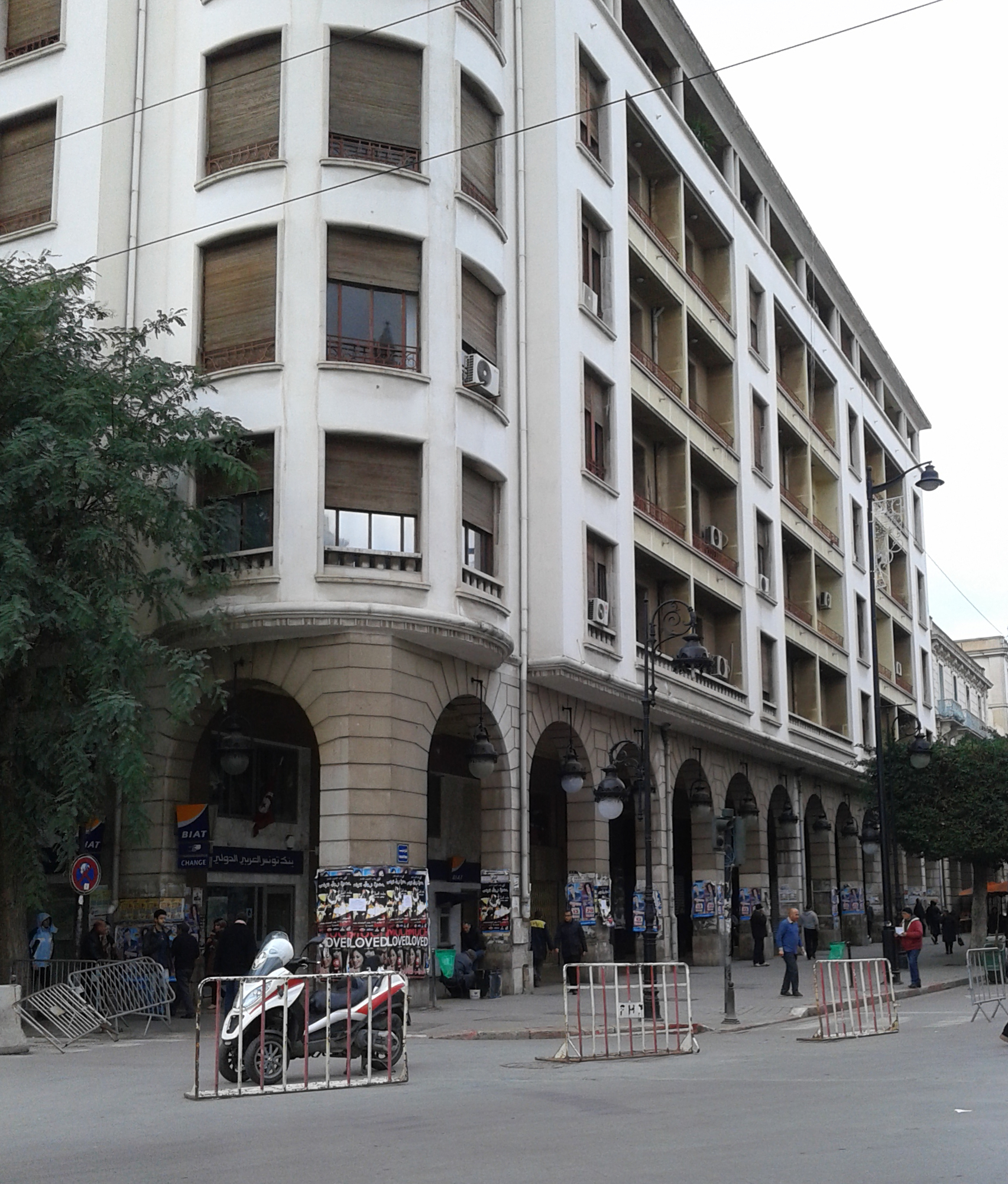
Vue de l'immeuble La Nationale
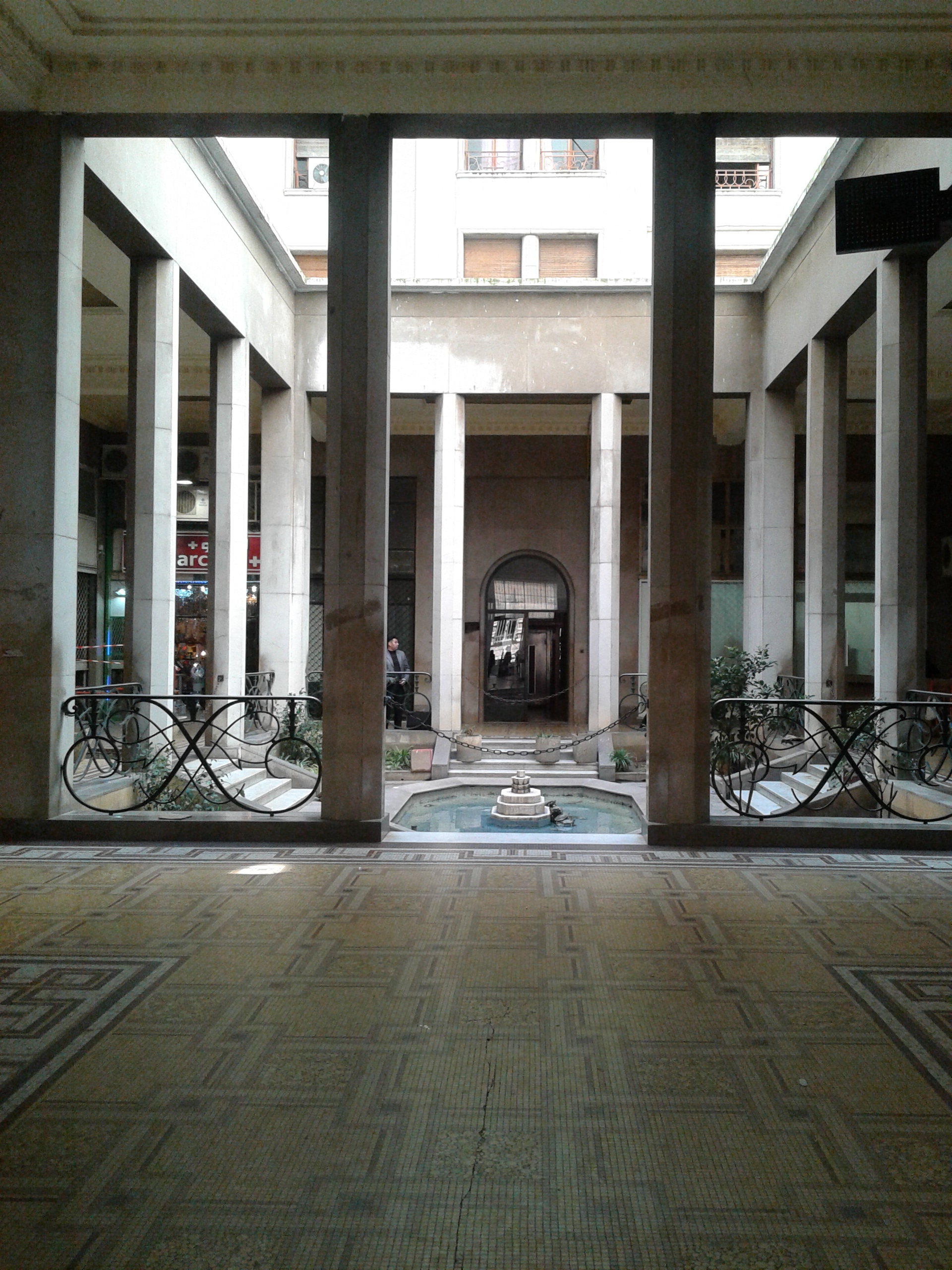
Petit jardin des Arcades